# Чешка на Зимским олимпијским играма 2018.
Чешка учествује на Зимским олимпијским играма 2018. које се одржавају у Пјонгчанг у Јужној Кореји од 9. до 25. фебруара 2018. године. Олимпијски комитет Чешке послао је 95 квалификованих спортиста у тринаест спортова. 

## Освајачи медаља

### Злато
- Естер Ледецка — Алпско скијање, супервелеслалом
- Естер Ледецка — Сноубординг, паралелни велеслалом

### Сребро
- Михал Крчмарж — Биатлон, спринт
- Мартина Сабликова — Брзо клизање, 5000 м

### Бронза
- Вероника Виткова — Биатлон, спринт
- Ева Самкова — Сноубординг, сноуборд крос
- Каролина Ербанова — Брзо клизање, 500 м

## Учесници по спортовима
| Спорт                              | Мушкарци | Жене | Укупно |
| ---------------------------------- | -------- | ---- | ------ |
| Алпско скијање                     | 5        | 4    | 9      |
| Биатлон                            | 5        | 6    | 11     |
| Боб                                | 8        | 0    | 8      |
| Брзо клизање                       | 0        | 3    | 3      |
| Брзо клизање на кратким стазама на | 0        | 1    | 1      |
| Нордијска комбинација              | 4        | 0    | 4      |
| Санкање                            | 5        | 1    | 6      |
| Скијашки скокови                   | 5        | 0    | 5      |
| Скијашко трчање                    | 5        | 5    | 10     |
| Слободно скијање                   | 0        | 1    | 1      |
| Сноубординг                        | 2        | 6    | 8      |
| Уметничко клизање                  | 3        | 2    | 5      |
| Хокеј на леду                      | 25       | 0    | 25     |
| 13 спортова                        | 67       | 29   | 96     |

^ Естер Ледецка се такмичи у два спорта, алпском скијању и сноубордингу. У табели је урачуната два пута.